# Palaemonetes antennarius
Il gamberetto d'acqua dolce (Palaemonetes antennarius H. Milne-Edwards, 1837) è un crostaceo d'acqua dolce appartenente alla famiglia Palaemonidae.

## Distribuzione e habitat
Prospera in acque acide, alcaline e temperate . La temperatura che sopporta va dai 10 ai 30 °C.

## Descrizione
Piccolo gamberetto lungo fino a 5 cm, dotato di 10 zampe sottili e semitrasparenti come il resto del corpo. Presenta un rostro dentellato.
Dimorfismo sessuale: gli esemplari di sesso femminile sono leggermente più grandi di quello maschile.

## Biologia
Vive in gruppi che possono superare i dieci esemplari. Tranquillo e pacifico e dotato di notevole velocità. Condivide l'habitat con pesci di piccole e medie dimensioni o con grossi pesci di fondo vegetariani. È predato da pesci di dimensioni maggiori.

### Riproduzione
Le coppie si isolano dal gruppo per corteggiarsi e riprodursi, una volta schiuse le uova le larve che ne furiescono vengono abbandonate.

### Alimentazione
Prevalentemente carnivoro, con spiccata predisposizione per gli isopodi del genere Proasellus.

## Acquariofilia
Il Palaemonetes antennarius si può riprodurre ed allevare con successo in acquario.